# Saliut 7 (película)
Saliut 7 (en ruso: 'Салют-7', en España y México: Salyut-7: héroes en el espacio, internacionalmente: Salyut-7) es una película dramática rusa de 2017 rodada por el director Klim Shypenko y basada en el guion de Natalia Merkúlova.
La película se estrenó el 21 de septiembre de 2017 en Estados Unidos, el 11 de octubre de 2017 en el festival de Sitges y el 12 de octubre de 2017 en Rusia. Los papeles principales fueron interpretados por Vladímir Vdovichénkov y Pável Derevyanko.
En 2018, la película recibió el premio Águila de Oro en la nominación principal de mejor película y el premio a la mejor edición de la película y el premio Nika a la mejor fotografía.

## Sinopsis
El 11 de febrero de 1985, la estación orbital soviética Saliut 7, que había estado en órbita sin tripulación durante los últimos seis meses, perdió el control inesperadamente y dejó de responder a las señales enviadas desde el Centro de Control de Misión. La probable caída a la Tierra de una estación que era el orgullo de la ciencia y la cosmonáutica soviéticas, puede provocar no solo la pérdida de la reputación del país, sino también una tragedia con víctimas humanas. La estación averiada podría caer en cualquier parte del planeta, destruir cualquier cosa, incluso una ciudad, y todo esto sucedía en el contexto de la Guerra Fría, lo que complicaba aún más la situación.
El 6 de junio de 1985, después de tres meses de entrenamiento, el Centro de Control de Misión decide enviar la nave espacial tripulada Soyuz T-13, con una tripulación de dos de los más experimentados cosmonautas soviéticos: el comandante Vladimir Fedorov y el ingeniero de vuelo Víktor Alejin. Se enfrentan a una tarea difícil y arriesgada y de importancia estatal: encontrar la estación «muerta»; acercarse sin colisionar y realizar un acoplamiento manual muy complicado con una estación espacial incontrolada y en movimiento (lo que nadie había hecho antes en la historia de la cosmonáutica), verificar el estado de los sistemas de a bordo y el equipo de la estación; identificar las causas de los problemas, resolverlos y prevenir una catástrofe.

## Reparto
- Vladímir Vdovichénkov como Vladimir Fedorov, comandante de equipo de la Soyuz T-13 (basado en el cosmonauta kazajo Vladimir Dzhanibekov [n. 1942]).
- Pável Derevyanko como Víktor Alyokhin, ingeniero de vuelo de la Soyuz T-13 (basado en el cosmonauta ruso Víktor Savinykh [n. 1940]).
- Alexander Samoilenko como Valery Shubin, director de vuelo (basado en Valery Ryumin).
- Alexander Ratnikov como asistente de vuelo.
- Vitaly Khaev como Yuri Mikhailovich Shumakov.
- Igor Ugolnikov como Boldyrev.
- Maria Mironova como Nina Fedorov, esposa de Vladimir.
- Lyubov Aksenova como Liliya Alekhina, esposa de Viktor.
- Oksana Fandera como Svetlana Lazareva, cosmonauta (basado en Svetlana Savítskaya).
- Nikita Panfilov como Igor Zaitsev, cosmonauta (basado en Ígor Volk).
- Polina Rudenko como Olya Fedorov, hija de Vladimir.
- Alexandra Serebryakova como empleada del Centro de Control de Misión.
- Natalya Kudryashova como médica.
- Arthur Waha como psicoterapeuta.
- Klim Shipenko como Patrick de Bonel, astronauta francés (basado en Jean-Loup Chrétien).
- Sergey Chonishvili como voz en off durante la emisión de noticias en canales de televisión extranjeros.

## Equipo de rodaje
- Autor de la idea: Alexey Samolyotov[2]
- Guionistas: Natalia Merkulova, Alexey Chupov, Klim Shipenko
- Director: Klim Shypenko
- Operador de escenas en el espacio: Sergey Astakhov
- Director de escenas en Tierra: Ivan Burlakov con la participación de Kirill Bobrov
- Compositores: Ivan Burlyaev, Dmitry Noskov, Svyatoslav Kurashov, Vlad Zhukov
- Artistas: Pavel Novikov, Sergey Tyrin
- Maquillaje: Tamara Frid con la participación de Lyubov Egorova
- Artistas de vestuario: Tatyana Patrakhaltseva, Nadezhda Vasilyeva con la participación de Elena Lukyanova
- Productor de sonido: Boris Voit
- Diseño de sonido: Alexander Kopeikin
- Directores de edición: Sergey Beiseu, Maria Sergeenkova
- Castin: Yulia Milovidova, Natalia Fedorenko, Tatyana Komarova, Ekaterina Dyukova
- Operadores Steadicam: Valery Petrov y Anatoly Simchenko
- Director de dobles: Sergey Golovkin
- Supervisor de VFX: Alexey Gusev
- Productor VFX: Pavel Semerjian
- Colorista: Andrei Mesnyankin
- Productor musical: Andrei Kurchenko
- Productores: Sergey Selyanov , Bakur Bakuradze , Anton Zlatopolsky
- Productores ejecutivos: Julia Mishkinene, Natalia Smirnova
- Productor de postproducción: Sergey Dolgoshein

## Producción

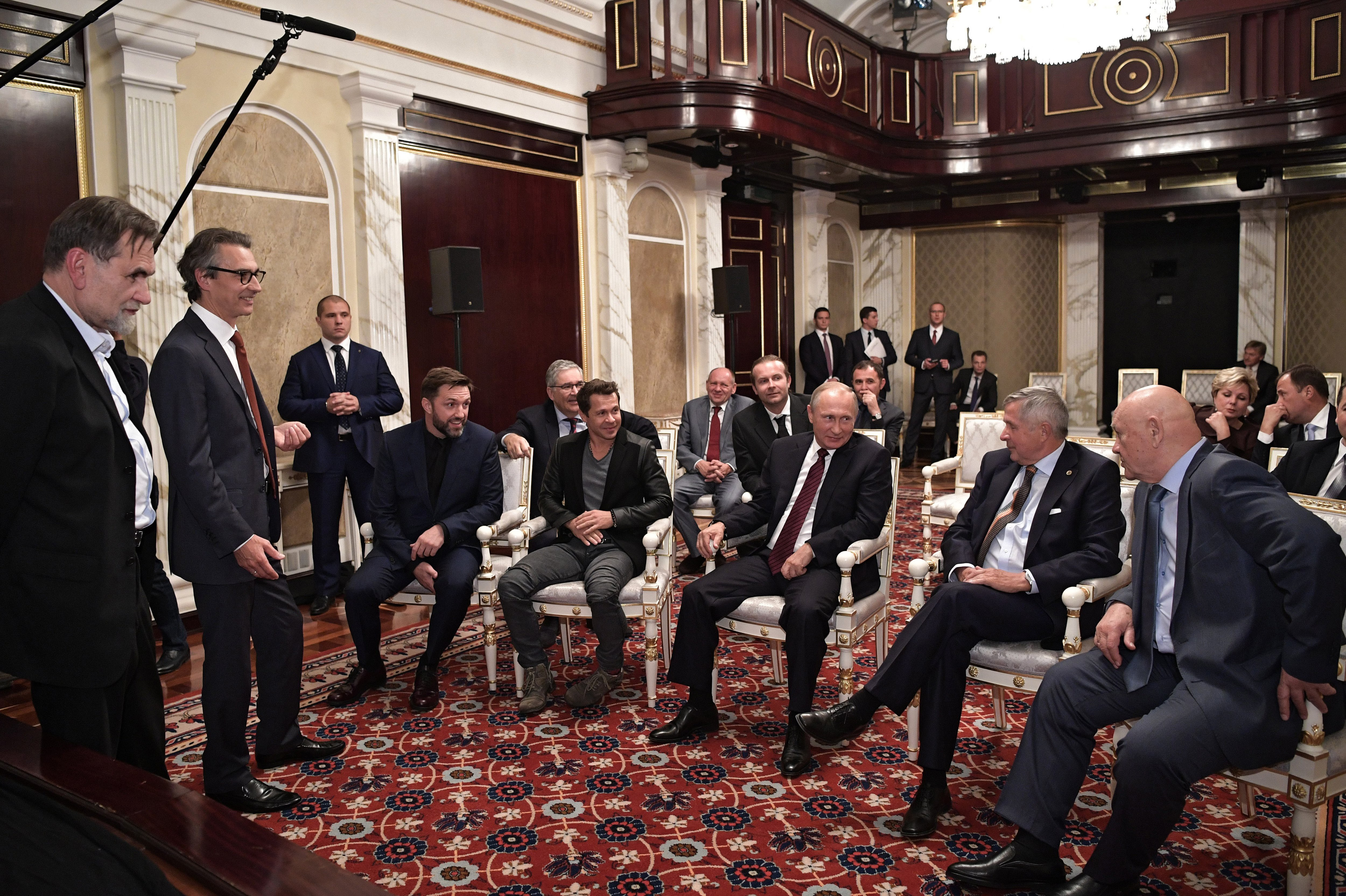
Reunión con el equipo de la película.

### Guion
La idea de la película, basada en los hechos reales del rescate de la estación orbital Saliut 7, fue del periodista de televisión Alexei Samolet, especializado en temas espaciales. Según el productor Bakur Bakuradze, los guionistas se basaron en los diarios de Viktor Savinykh, que explican en detalle toda la expedición, pero «es difícil para una persona que no conoce las sutilezas del tema del espacio entender todos los detalles. Por lo tanto, algunas cosas tuvieron que simplificarse, mientras que otras, por el contrario, se reforzaron y se adaptaron para nuestro entendimiento». Por esta razón los nombres de los personajes principales han sido cambiados.
Los autores de la película eligieron material que les permitió permanecer fieles a los hechos. Los consultores fueron los cosmonautas Serguéi Krikaliov, Aleksandr Lazutkin, el jefe de Roscosmos, Igor Komarov, y los especialistas del RKK Energiya.

### Rodaje
El estudio de rodaje se ubicó en el suburbio de San Petersburgo, fue construido específicamente para la película ya que las instalaciones de Lenfilm no pudieron acoger todo lo necesario. Se creó una copia del Centro de Control de Misión y del Centro de Entrenamiento de Cosmonautas con las maquetas de la Saliut 7 y la Soyuz T-13. Varias empresas de la corporación estatal de Roscosmos proporcionaron equipo que ya había estado previamente en el espacio.
Sergei Astakhov, no solo conocido en Rusia por ser operador de cámara, sino también como un maestro en técnicas de rodaje complejas, fue invitado a diseñar y controlar los complejos dispositivos de imagen. En el proyecto, fue el operador de las escenas del espacio y el ingeniero de toda la parte tecnológica del rodaje. «Para cada cuadro, se desarrollaron nuestros propios sistemas de disparo, se utilizaron diferentes suspensiones y métodos de sujeción para mostrar de manera realista la interacción con los objetos en ingravidez y para asegurar una transición suave de la animación por computadora».
Con el fin de soportar una carga parecida a la de los astronautas reales, los actores se sometieron a un serio entrenamiento físico. El entrenamiento duró varios meses con un tremendo esfuerzo físico. La jornada laboral fue de doce horas, y el 90 % del período de filmación fue ocupado en «pasar el rato» en ingravidez. En el estudio, los actores se movían utilizando cables especiales. Para comprender cómo moverse en un estado de ingravidez, cómo se comporta el cuerpo, era necesario sentir la ingravidez que se realizó en una sesión de entrenamiento especial, en un avión Il-76 que se elevó diez veces a una altitud de varios miles de metros y descendiendo abruptamente para realizar un vuelo parabólico, mientras aparecía la ingravidez durante 26 segundos.

## Banda sonora
Inicialmente, Svyatoslav Kurashov y Vlad Zhukov trabajaron en la música original, pero el resultado no agradó a los productores, e Ivan Burlyaev y Dmitry Noskov se sintieron atraídos por el proyecto y fueron quienes reescribieron casi por completo la banda sonora. La música de Burlyaev y Noskov fue grabada por una orquesta sinfónica con sintetizadores analógicos y digitales.
Entre los temas musicales de la película se encuentran la entonación del himno nacional de la Unión Soviética y la suite «¡Tiempo, adelante!» (en ruso: Время, вперёд!) de Gueorgui Svirídov.
La banda sonora oficial de la película fue publicada el 13 de octubre de 2017 e incluye la música de todos los compositores que trabajaron en la película y las composiciones de otros artistas incluidos en la película.
La película contiene varios extractos de canciones rusas:
- Трава у дома (Hierba por la casa) de Zemlyane.
- Арлекино (Arlequín) de Ala Pugachova.
- Canción del portador de agua' de Pavel Olenev (canción de la comedia musical Volga-Volga)
- Корабли  (Buques) de Vladímir Vysotski.
- Золушка (Cenicienta) de Alekséi Arjipovski.
- Нам бы выпить перед стартом… (Deberíamos tomar una copa antes del comienzo...) de Yuri Vízbor.

## Estreno
El 27 de julio de 2017, se presentó un fragmento de treinta minutos de la película a los residentes de la ciudad de Baikonur, a los empleados de Roscosmos y a las empresas de la industria espacial y de cohetes de Rusia.
El estreno de la versión completa de la película tuvo lugar el 18 de agosto de 2017 en la apertura del V festival de cortometrajes ruso Koroche en Kaliningrado.
El 15 de septiembre, la película se mostró en Yalta durante la inauguración del Festival de Cine de Eurasia.
El 4 de octubre de 2017, en la sala de cine del Palacio Estatal del Kremlin, tuvo lugar la proyección de la película, que se convirtió en el evento principal de la noche de gala dedicada al 60 aniversario del lanzamiento por la URSS del primer satélite artificial de la Tierra. Después de ver la película, el presidente ruso Vladímir Putin se reunió con el equipo de rodaje, que había visto la película la noche anterior. Los pilotos y cosmonautas Vladimir Dzhanibekov, Viktor Savinykh y Oleg Skripochka, el jefe de Roscosmos, Igor Komarov, y la hija del primer cosmonauta Yuri Gagarin, Elena Gagarin, también asistieron a la cita.
La película se estrenó el 21 de septiembre de 2017 en Estados Unidos, el 11 de octubre de 2017 en el festival de Sitges y el 12 de octubre de 2017 en Rusia.

## Crítica y comentarios
- La crítica de cine Susanna Alperina (Rossíiskaya Gazeta), comparando la película con Vremia Pervyj, «el trabajo de los cineastas en Saliut 7 es más relajado, emocionalmente equilibrado, no siguieron el camino de la exacerbación y el empeoramiento de las relaciones de trabajo en el CCM, aclarando los problemas importantes con el Ministerio de Defensa soviético y el Politburó. Para ellos, era importante mostrar la hazaña de los astronautas que, [...] en circunstancias difíciles, estaban a punto de reparar una estación espacial congelada. Le devolvieron la vida no solo a ella, sino también a la reputación del país».[5] Susanna Alperina consideró que la obra de Vladimir Vdovichenkov y Pavel Derevyanko es el éxito indudable de la película. Como falta de crítica, se observa una línea familiar mal elaborada. En su opinión, las relaciones con las personas más cercanas «están representadas por una línea de puntos clásica basada en los estereotipos de la comprensión de una familia buena y correcta».[5]
- El cosmonauta Viktor Savinykh: «Ni los guionistas ni el director, mientras trabajaban en la película, me hicieron preguntas o solicitudes de consulta. Al parecer, simplemente no necesitan saber la verdad sobre ese vuelo. Su objetivo era diferente: ganar dinero en la taquilla. Creo que tomaron la información de mi libro Notas de la estación muerta y descubrieron que ya tenían suficiente. Bueno, esa es su decisión».[17] Más tarde, después de verla, Viktor Savinykh admitió que le gustaba la película en su conjunto: «La película es buena, entretenida, a la gente definitivamente le gustará. Especialmente quiero señalar la extraordinaria calidad de la imagen del cosmos, la ingravidez: los gráficos por computadora recrean el alcance y la belleza del cielo. En cuanto a inexactitudes, sí, las hay. La cuestión de si derribar la estación no existía en absoluto. En lugar de un martillo, solo teníamos una montura, intentamos eliminar un fallo completamente diferente. No fumamos, no nos quemamos. Aunque realmente en el espacio hubo varios incendios. Pero esencialmente no hay mentiras. Por eso, en general, la película me gustó. Y si no hubiera trabajado en el espacio, me hubiera gustado aún más. Es difícil ver lo que se inventó en la pantalla cuando sabes cómo era en realidad».[18]
- Al cosmonauta Vladimir Dzhanibekov no le gustó la película: «Tengo una actitud complicada hacia esta película. Desde el punto de vista de la imagen artística, se realizó un trabajo maravilloso: tomas increíbles, efectos, los actores interpretados de manera excelente, incluso la ingravidez podría transmitirse de manera muy fría. Pero hay algún tipo de versión estadounidense del impacto en los cerebros de la audiencia. Mostraron unos generales rusos terribles, listos para dispararse en el espacio. En la película también existen amenazas del máximo liderazgo del país. Aunque todo era exactamente lo contrario: todos esperaban el éxito, preguntaron qué faltaba para que esto sucediera. Nunca nos amenazaron. Los trabajadores del Comité Central del PCUS y el Ministerio de Defensa solo nos apoyaron, desearon la victoria y recibieron condolencias si algo salió mal. Nuestro ejército tiene una función diferente: rescatar, salvar, proteger y nunca matar. La gente en el extranjero estará más atenta a ver la situación en el Centro de Control de la Misión, ¿crees que esto pasará? No, en general, cómo era puedes leerlo en el libro de Viktor Savinykh Notas de la estación muerta. Sí, y en el libro de registro no hubo alusiones a una amenaza».[19]
- Además, Viktor Dmitrievich Blagov, director adjunto de vuelo de la estación Saliut 7, criticó la distorsión de los sucesos reales y señaló que considera que la película es útil para los jóvenes, a pesar de la artificialidad de algunas situaciones.[20]
- El crítico de cine Konstantin Bakanov (sobesednik) señaló la habilidad del equipo de producción y dirección, que casi logró conseguir un éxito de taquilla por poco dinero, «no se parece a una orden del gobierno: Sobrevivir en ruso podría ser el eslogan de la película. La técnica es más o menos, no escuchamos órdenes, rompemos el régimen, mantenemos el equilibrio, esperamos un milagro, y esto es un milagro (bueno, ¡debe serlo!) Sucede siempre. Esto definitivamente no es sobre los estadounidenses. Se trata de nosotros».[21]